# Madonna dell'olivo
La Madonna dell'olivo è un dipinto olio su tavola di Andrea Previtali conservato presso la pinacoteca dell'National Gallery di Londra. La tavola faceva parte dei 192 dipinti della collezione di George Salting che furono donati al museo londinese nel 1910.

## Storia
La tavola è un lavoro di Andrea Previtali commissionategli dalla famiglia Gozzi nel 1512-13, periodo in cui l'artista bergamasco di nascita ma che fin dalla tenera età si era trasferito con la famiglia a Venezia, diventando allievo di Giovanni Bellini di cui subì una fortissima influenza, aveva fatto ritorno nella città orobica.
Con la dominazione veneta che aveva creato una nuova borghesia bergamasca arricchitasi con il commercio di panni di lana e altre mercanzie, divenne d'uso commissionare dipinti ai nuovi artisti provenienti da Venezia, sia per graziarsi i nuovi governanti, sia per potersi uniformare alle blasonate antiche famiglie cittadine. Le nuove famiglie volevano emergere nella politica cittadina.
La famiglia Gozzi era proveniente dalla Val Seriana, trasferitasi a Venezia per dedicarsi al commercio di olio e cuoio. Nel 1445 Pezolo di Alzano aveva difeso a proprio spese la Repubblica veneziana durante la guerra con Milano, dal suo ramo nacque Zanin Gozzi che si trasferì a Venezia nel 1515. Il blasone della famiglia è composto da un olivo nodrito su di un prato con una colomba d'argento che tiene nel becco un ramoscello d’ulivo. Questo dipinto sembra possa avere pochi dubbi sulla sua commissione, anche se si ritiene che il Previtali fece ritorno a Bergamo su invito della famiglia Casotti de Mazzoleni che gli commissionerà molti dipinti e gli affreschi presenti nel Palazzo Zogna.

## Descrizione
Il dipinto ci presenta un giovane Previtali che tenta di allontanarsi dalla pittura belliniana, che gli era stata scuola, per avere una propria identità pittorica. Il Previtali giunto a Bergamo si incontrerà con un altro grande veneziano Lorenzo Lotto che aveva già una caratteristica artistica ben formata, che a Bergamo vivrà uno dei tempi migliori della sua vita e che influenzerà il Previtali. Proprio nella ricchezza del simbolismo iconografico della tela si coglie la vicinanza dei due artisti.
La Madonna col Bambino occupa la parte centrale del dipinto tra due tronchi di olivo recisi, ma che presentano nuove piantine, simbolicamente il pittore voleva indicare che le radici della pace si mantengono sempre vive, anche quando non vi è pace in un territorio. Serve considerare che Bergamo nei primi anni del '500 fino al 1516, subi molti saccheggi da parte dei francesi, spagnolo e i milanesi. Il 1512 fu anche l'anno che vide la fine dell'occupazione francese durata tre anni e che fu devastante per la città. Anche il bosco fitto e buio alle spalle della Vergine raffigura i tempi violenti che la città stava vivendo, mentre la luce azzurra che si vede sul lato destro della tela è una immagine lontana. Entrambi sono la rappresentazione dei tempi difficili della città, ma anche la speranza di un futuro migliore.
La Madonna tiene nella mano destra un rametto nuovo d'olivo, e lo porge al Bambino, anche questo è simbolicamente un gesto di pace che è raggiungibile solo attraverso il sacrificio del figlio, ma è anche simbolo di speranza.

La Madonna del Previtali ha una fisionomia molto giovane, quasi infantile, una vicinanza tra madre e figlio che li rende quasi una cosa sola. Un mantello bianco segno di purezza le copre il capo e le spalle lascinado visibile il colore fulvo dei capelli che e ripreso nei capelli del figlio. Eppure l'abito è ricco, sopra una veste rossa vi è dipinto un ampio copriabito. Previtali studia il gioco di ombre e luci rendendoci un lavoro di un timido artista che lasciarà nella città orobica un forte segno della sua presenza.
Il Previtali compirà un ulteriore lavoro per la famiglia Gozzi, il politico eseguito con Agostino Facheris suo alunno, per la chiesa di santo Spirito.